# Гури-Прусіновські
Гури-Прусіновські (пол. Góry Prusinowskie) — село в Польщі, у гміні Шадек Здунськовольського повіту Лодзинського воєводства.
Населення — 86 осіб (2011).
У 1975-1998 роках село належало до Серадзького воєводства.

## Демографія
Демографічна структура станом на 31 березня 2011 року:
|          | Загалом | Допрацездатний вік | Працездатний вік | Постпрацездатний вік |
| -------- | ------- | ------------------ | ---------------- | -------------------- |
| Чоловіки | 42      | 8                  | 32               | 2                    |
| Жінки    | 44      | 10                 | 24               | 10                   |
| Разом    | 86      | 18                 | 56               | 12                   |